# Feuerungsautomat

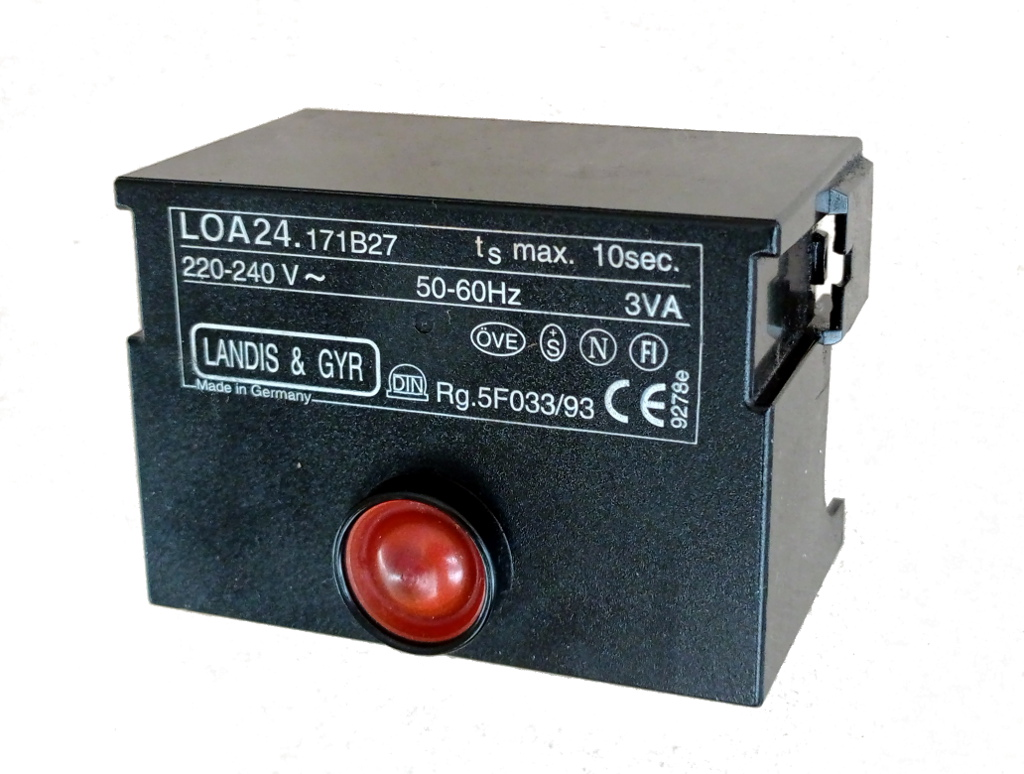
Feuerungsautomat für Gas- und Ölbrenner (hergestellt um 1997)

Ein Feuerungsautomat (FA oder GFA für Gasfeuerungsautomat) sorgt für die sichere Befeuerung von Gas- und Ölbrennern. Er gewährleistet eine vollständige und kontrollierte Verbrennung des eingelassenen Brennstoffs. Dazu überwacht der Feuerungsautomat während des Brennerbetriebs vor allem das Vorhandensein einer Flamme mittels einer Überwachungselektrode (Ionisationselektrode). Je nach Ausführung kann die Frischluftzufuhr und die Funktion der angeschlossenen Sensoren in festgelegten Zeitabständen überprüft werden.
Die technische Herausforderung eines Feuerungsautomaten besteht in der Gewährleistung der Eigensicherheit des Gerätes. Internationale Normen fordern, dass ein Feuerungsautomat den Brenner auch bei einem plötzlich auftretenden Defekt eines Bauteils in einem sicheren Zustand halten muss, was zum Beispiel die Abschaltung der Brennstoffzufuhr bedeutet.
Mitte des 20. Jahrhunderts wurde der Programmablauf des Automaten über ein sogenanntes Nockenschaltwerk, bestehend aus einer rotierenden Nockenwalze oder -scheibe und von den Nocken geschlossenen Kontakten, realisiert. Die aufwendig zu produzierenden elektromechanischen Feuerungsautomaten werden seit Ende des 20. Jahrhunderts zunehmend durch mikroprozessorgesteuerte Feuerungsautomaten ersetzt.